# Caleb Femi
Caleb Femi es un autor, cineasta y fotógrafo británico-nigeriano. Su primera colección de poesía, Poor, recibió un premio Forward de poesía.

## Biografía
Femi nació en 1990 en Kano, Nigeria, donde fue criado por su abuela. Con siete años, se mudó a Peckham en Londres para reunirse con sus padres. Estudió inglés en Queen Mary, Universidad de Londres.

## Carrera profesional
De 2014 a 2016, enseñó inglés en una escuela secundaria en Tottenham. En 2016 fue elegido como el primer Joven laureado de Londres. El 30 de julio de 2020, publicó su primera colección de poesía, titulada Poor, que ganó el premio Felix Dennis del Forward Prize a la mejor primera colección en octubre de 2021.

## Filmografía
Ha realizado y lanzado cuatro cortometrajes, sirviendo como guionista / director en cada uno:
- And They Knew Light (2017)[8]
- Wishbone (2018)[9]
- Secret Life of Gs (2019)
- Survivor's Guilt (2020)

## Reconocimientos
Fue nombrado en 2021 Dazed100 de la revista Dazed, una lista de la próxima generación que da forma a la cultura juvenil.